# Plebejus proximus
Plebejus proximus är en fjärilsart som beskrevs av Szabó 1954. Plebejus proximus ingår i släktet Plebejus och familjen juvelvingar. Inga underarter finns listade i Catalogue of Life.